# Ginger Reyes
Pour les articles homonymes, voir Reyes.
Ginger Reyes est née le 22 avril 1977 à Chicago. C'est une musicienne de rock américain, connue pour avoir été de 2007 à 2010 la bassiste du groupe de Rock alternatif américain les Smashing Pumpkins. Elle a remplacé Melissa Auf Der Maur à l'occasion de la reformation du groupe en 2007. Avant son aventure au sein des Smashing Pumpkins, elle était la bassiste du groupe pop punk californien Halo Friendlies.

## Carrière
Ginger Reyes a eu une longue carrière musicale, elle a joué dans de nombreux groupes et a écrit des chansons alors qu’elle était à l'école secondaire. Son premier groupe était The Israelites un groupe de ska chrétien originaire de La Crescenta-Montrose en Californie. Elle a aussi remplacé Cheryl Hetch en tant que bassiste dans le groupe pop punk Halo Friendlies.
Elle a été à l’UCLA de 1998 à 2000 où elle a obtenu une licence en histoire.